# Liste der Baudenkmäler in Salz (Unterfranken)
Auf dieser Seite sind die Baudenkmäler in der unterfränkischen Gemeinde Salz zusammengestellt. Diese Tabelle ist eine Teilliste der Liste der Baudenkmäler in Bayern. Grundlage ist die Bayerische Denkmalliste, die auf Basis des Bayerischen Denkmalschutzgesetzes vom 1. Oktober 1973 erstmals erstellt wurde und seither durch das Bayerische Landesamt für Denkmalpflege geführt wird. Die folgenden Angaben ersetzen nicht die rechtsverbindliche Auskunft der Denkmalschutzbehörde.

## Baudenkmäler
| Lage                                                                           | Objekt                                                  | Beschreibung | Akten-Nr.                        | Bild                 |
| ------------------------------------------------------------------------------ | ------------------------------------------------------- | --- | -------------------------------- | -------------------- |
| Nähe Alte Straße (Standort)                                                    | Wegkapelle                                              | Hausteinbau mit Satteldach, im Inneren Lourdesgrotte, bez. 1921 | D-6-73-161-44                    | BW                   |
| Am Rain (Standort)                                                             | Bildstock                                               | Reliefs: Mater dolerosa, rückwärtig Auferstehung Christi über Stifterfamilie, seitlich heilige Katharina und heiliger Martin, Sandstein, bezeichnet „1626“ | D-6-73-161-3 Wikidata            | BW                   |
| Am Rain, Am Rain 16, Brauhausgasse 7 (Standort)                                | Hochkreuz                                               | Kalkstein, um 1920 | D-6-73-161-43 Wikidata           | BW                   |
| An der Bahn, gegenüber Einmündung Dorfgässchen (Standort)                      | Bildstock                                               | Hinter Altartisch mit Tabernakel, Frontrelief Kreuzigungsgruppe, Rückseite Pietà, bezeichnet „1790“ | D-6-73-161-4 Wikidata            | BW                   |
| Brauhausgasse 1 (Standort)                                                     | Pforte                                                  | Rundbogig, gestelzte Profile, Stein, bezeichnet „1615“ | D-6-73-161-5 Wikidata            | BW                   |
| Brauhausgasse 2 (Standort)                                                     | Pforte                                                  | Spitzbogig, Kalkstein, 16. Jahrhundert | D-6-73-161-6 Wikidata            | BW                   |
| Centplatz 2 (Standort)                                                         | Wegkreuz                                                | Prozessionsaltar und Wegkreuz, Sandsteinkruzifix über reichem Rokoko-Tabernakel, Mitte 18. Jahrhundert, Renovierungen bezeichnet „1902“ und „1980“ | D-6-73-161-9 Wikidata            | Wegkreuz             |
| Dorfgraben, am Ruheplatz am Ortseingang (Standort)                             | Bildstock                                               | Maria Taferl, Frontrelief Pietà zwischen heiligen Bischöfen, rückwärtig Gnadenstuhl zwischen Aposteln, als Bekrönung Josefsstatue, Sandstein, spätbarock, bezeichnet „1763“ | D-6-73-161-1 Wikidata            | BW                   |
| Frauenbergstraße 13, Nähe Friedhofstraße, auf dem Friedhof (Standort)          | Golgathakreuz                                           | Sandsteinkreuz von 1831 | D-6-73-161-8 Wikidata            | BW                   |
| Frauenbergstraße 13, Nähe Friedhofstraße, auf dem Friedhof (Standort)          | Neun Kreuzwegstationen                                  | Sandsteinreliefs, 19. Jahrhundert | D-6-73-161-8 Wikidata            | BW                   |
| Hauptstraße (Standort)                                                         | Prozessionsaltar                                        | Im Aufsatz Relief: Vesperbild, Rückseite Heilige Familie, Rokoko, bezeichnet „1765“ | D-6-73-161-19 Wikidata           | weitere Bilder       |
| Hauptstraße 1, 3 (Standort)                                                    | Ehemaliges Wirtshaus                                    | Dreigeschossiger, bruchsteinsichtiger Halbwalmdachbau mit östlichem Walmdachanbau und Sandsteingliederung, historistisch, von Rudolf Hofmann, 1906/07 | D-6-73-161-41                    | Ehemaliges Wirtshaus |
| Hauptstraße 1, 3 (Standort)                                                    | Ehemalige Stallungen                                    | Ein- bzw. zweigeschossige Ziegelbauten mit Krüppelwalm- oder Satteldach, wohl gleichzeitig | D-6-73-161-41 zugehörig          | BW                   |
| Hauptstraße 1, 3 (Standort)                                                    | Brunnenschacht                                          | im Hof | D-6-73-161-41 zugehörig          | BW                   |
| Hauptstraße 4 (Standort)                                                       | Pforte                                                  | Mit Eselsrückenbogen im Sturz, Stein, bezeichnet „1686“ | D-6-73-161-10 Wikidata           | BW                   |
| Hauptstraße 6 (Standort)                                                       | Hoftor                                                  | Mit kassettierter Pfortentür um 1870 und Hausaltar, gefasste Holzskulptur, um 1730–1750 | D-6-73-161-11 Wikidata           | weitere Bilder       |
| Hauptstraße 8 (Standort)                                                       | Bauernhaus                                              | Zweigeschossiges, giebelständiges Halbwalmdachhaus mit verputztem Fachwerkobergeschoss, 18. Jahrhundert | D-6-73-161-13 Wikidata           | BW                   |
| Hauptstraße 8 (Standort)                                                       | Spätgotische Pforte                                     | Spitzbogen mit Überstabung, Sandstein, 16. Jahrhundert | D-6-73-161-13 Wikidata           | BW                   |
| Hauptstraße 14 (Standort)                                                      | Bauernhaus                                              | Giebelständiges zweigeschossiges Satteldachhaus, verputztes Fachwerk, 17./18. Jahrhundert | D-6-73-161-14 Wikidata           | BW                   |
| Hauptstraße 14 (Standort)                                                      | Pforte                                                  | 16. Jahrhundert | D-6-73-161-14 Wikidata           | BW                   |
| Hauptstraße 15 (Standort)                                                      | Ehemaliges Bauernhaus                                   | Zweigeschossiger giebelständiger Satteldachbau, massives Erdgeschoss, Obergeschoss in Fachwerk, 17. Jahrhundert | D-6-73-161-15 Wikidata           | weitere Bilder       |
| Hauptstraße 22 (Standort)                                                      | Bauernhaus                                              | Zweigeschossig, traufständig mit Satteldach, massives Erdgeschoss, Fachwerkobergeschoss, um 1600 | D-6-73-161-39 Wikidata           | weitere Bilder       |
| Karolingerstraße 17 (Standort)                                                 | Pforte                                                  | Schulterbogensturz, Kalkstein, bezeichnet „1568“ | D-6-73-161-39 zugehörig Wikidata | weitere Bilder       |
| Hauptstraße 24 (Standort)                                                      | Säulenportal                                            | Mit Bildhäuser Wappen, barock, erste Hälfte 18. Jahrhundert | D-6-73-161-16 Wikidata           | weitere Bilder       |
| Hauptstraße 24 (Standort)                                                      | Immaculata                                              | Kalkstein, spätbarock, 18. Jahrhundert | D-6-73-161-16 Wikidata           | BW                   |
| Hauptstraße 25 (Standort)                                                      | Bauernhof                                               | Zweigeschossiges, giebelständiges Wohnhaus mit Halbwalmdach, verputztes Fachwerk, frühes 19. Jahrhundert | D-6-73-161-17 Wikidata           | BW                   |
| Hauptstraße 25 (Standort)                                                      | Bauernhof                                               | Hoftor mit Pforte, bezeichnet „1820“, und barockem Relief | D-6-73-161-17 Wikidata           | BW                   |
| Hauptstraße 25 (Standort)                                                      | Bauernhof, Fachwerknebengebäude                         | Zweigeschossiger Fachwerkbau mit einseitig abgewalmtem Satteldach und Trockenlaube, um 1800 | D-6-73-161-17 Wikidata           | BW                   |
| Hauptstraße 33 (Standort)                                                      | Bauernhaus                                              | Zweigeschossiger giebelständiger Satteldachbau, Erdgeschoss versteinert, Obergeschoss verputztes Fachwerk, 18. Jh., Umbau bez. 1825 | D-6-73-161-18                    | Bauernhaus           |
| Hauptstraße 33 (Standort)                                                      | Hofeinfahrt mit Pforte                                  | Sandstein, Mitte 19. Jh. | D-6-73-161-18                    | BW                   |
| Hauptstraße 35 (Standort)                                                      | Pforte mit zwei Spolien                                 | Türsturz mit Vorhangbogen, bez. 1728, darüber Sandsteinfigur der Pietà in gesprengtem Giebel über Inschrift und Stifterwappen, bezeichnet „1738“ | D-6-73-161-40                    | BW                   |
| Hauptstraße 44 (Standort)                                                      | Pforte                                                  | Spitzbogig, Stein, 16. Jahrhundert | D-6-73-161-20 Wikidata           | BW                   |
| Hauptstraße 51 (Standort)                                                      | Bauernhof, Wohnhaus                                     | Zweigeschossiger Putzbau mit Mansardwalmdachhaus, zweite Hälfte 18. Jahrhundert | D-6-73-161-22 Wikidata           | weitere Bilder       |
| Hauptstraße 51 (Standort)                                                      | Bauernhof                                               | Hoftor mit Pforte, bezeichnet „1781“, und barocker Hausaltar, gefasste Holzskulptur, erste Hälfte 18. Jahrhundert | D-6-73-161-22 Wikidata           | BW                   |
| Hauptstraße 54 (Standort)                                                      | Pforte                                                  | Mit Wappenrelief im Sturz, Kalkstein, 16. Jahrhundert | D-6-73-161-23 Wikidata           | BW                   |
| Hauptstraße 57 (Standort)                                                      | Bauernhaus                                              | Zweigeschossiger giebelständiger Satteldachbau, verputztes Fachwerk, 18. Jahrhundert, über der Haustür Relief (ehemaliger Bildstockaufsatz) der Marienkrönung in Rokokorahmung, 18. Jahrhundert | D-6-73-161-24 Wikidata           | weitere Bilder       |
| Hauptstraße 57 (Standort)                                                      | Hoftor                                                  | Bezeichnet „1817“ | D-6-73-161-24 zugehörig Wikidata | weitere Bilder       |
| Hauptstraße 58 (Standort)                                                      | Pforte                                                  | Stichbogen, Naturstein, bezeichnet „1842“ | D-6-73-161-25 Wikidata           | BW                   |
| Hauptstraße 61 (Standort)                                                      | Pforte                                                  | Spitzbogig, Kalkstein, 17. Jahrhundert | D-6-73-161-26 Wikidata           | weitere Bilder       |
| Nähe Hauptstraße, Nähe Strahlunger Straße, am südlichen Ortsausgang (Standort) | Wegkreuz                                                | Neubarocker Sandsteinkruzifix über puttenbesetztem Tabernakel auf barockisierendem Altarsockel, bezeichnet „1906“ | D-6-73-161-27 Wikidata           | BW                   |
| Karolingerstraße 5 (Standort)                                                  | Hofmauer                                                | Mit Tor und Pforte, ehemals bezeichnet „1617“ | D-6-73-161-29 Wikidata           | weitere Bilder       |
| Karolingerstraße 6 (Standort)                                                  | Pforte                                                  | Spitzbogig mit Überstabung und Steinmetzzeichen, Sandstein, nachgotisch, bezeichnet „1576“ | D-6-73-161-30 Wikidata           | BW                   |
| Karolingerstraße 11 (Standort)                                                 | Hoftor                                                  | Mit Pforte, Naturstein, bezeichnet „1731“ | D-6-73-161-31 Wikidata           | weitere Bilder       |
| Karolingerstraße 15 (Standort)                                                 | Pforte                                                  | Mit Vorhangbogenportal, Naturstein, bezeichnet „1568“ | D-6-73-161-32 Wikidata           | weitere Bilder       |
| Karolingerstraße 15 (Standort)                                                 | Pforte                                                  | Kreuzschlepper und Inschriftstein, wohl 19. Jahrhundert | D-6-73-161-32 Wikidata           | weitere Bilder       |
| Karolingerstraße 17 (Standort)                                                 | Pforte                                                  | Schulterbogensturz, Kalkstein, bezeichnet „1568“ | D-6-73-161-39 zugehörig Wikidata | weitere Bilder       |
| Karolingerstraße 18 (Standort)                                                 | Bauernhof in Ecklage, Wohnhaus                          | Zweigeschossiger giebelständiger Satteldachbau, massives Erdgeschoss, Obergeschoss in Fachwerk, 17. Jahrhundert | D-6-73-161-34 Wikidata           | weitere Bilder       |
| Karolingerstraße 20 (Standort)                                                 | Pforte                                                  | Bezeichnet „1605“ | D-6-73-161-34 Wikidata           | weitere Bilder       |
| Kirchgasse 8 (Standort)                                                        | Pforte                                                  | Spitzbogig, Naturstein, bezeichnet „1831“ | D-6-73-161-36 Wikidata           | BW                   |
| Klettberg, an der Straße nach Strahlungen (Standort)                           | Bildstock                                               | Sandstein, Vorderseite bezeichnet „1662“, Rückseite bezeichnet „1792“ | D-6-73-161-37 Wikidata           | BW                   |
| Nähe Stadtweg, am Fußweg nach Bad Neustadt (Standort)                          | Kreuzschlepper                                          | Steinskulptur auf Sockel, 20. Jahrhundert | D-6-73-161-38 Wikidata           | BW                   |
| Prälat-Paul-Bocklet-Platz 1 (Standort)                                         | Pfarrhaus                                               | Zweigeschossiges giebelständiges Satteldachhaus, massives Erdgeschoss, Obergeschoss verputztes Fachwerk, 17. Jahrhundert, Hausportal mit Wappenstein, bezeichnet „1601“ | D-6-73-161-28 Wikidata           | weitere Bilder       |
| Prälat-Paul-Bocklet-Platz 1 (Standort)                                         | Einfriedungsmauer                                       | | D-6-73-161-28                    | BW                   |
| Prälat-Paul-Bocklet-Platz 2 (Standort)                                         | Pfarrkirche Mariä Himmelfahrt                           | Dreischiffige Pfeilerbasilika, Satteldach und Pultdächer, im Kern 10. Jahrhundert (Dachwerk 1414 (dendrochronologisch datiert)), Chorturm, Spitzhelm mit Ecktürmchen, 13. Jahrhundert, um nachgotisches Chorpolygon erweitert 16. Jahrhundert, Innenstuckierung bezeichnet „1780“, 1909 restauriert und nach Westen verlängert; mit Ausstattung | D-6-73-161-2 Wikidata            | weitere Bilder       |
| Prälat-Paul-Bocklet-Platz 2., Karolingerstraße, Hauptstraße 12 (Standort)      | Kirchhofmauer                                           | Mit Torpfeilern, um 1800, Vorhangbogenpforte, bezeichnet „1628“, und vermauerten Grabsteinen 16.–18. Jahrhundert | D-6-73-161-2 Wikidata            | weitere Bilder       |
| Prälat-Paul-Bocklet-Platz 2 (Standort)                                         | Friedhofskreuz                                          | Gebauchter Sockel, Maria-Magdalenafigur am Kreuzstamm mit Corpus, 18. Jahrhundert | D-6-73-161-2 Wikidata            | weitere Bilder       |
| Prälat-Paul-Bocklet-Platz 2, im Kirchhof (Standort)                            | Marienstatue                                            | 19. Jahrhundert | D-6-73-161-2 Wikidata            | BW                   |
| Prälat-Paul-Bocklet-Platz 2 (Standort)                                         | Kriegerdenkmal für die Gefallenen der beiden Weltkriege | Mit Pietà, bezeichnet „Josef Metzger (1846–1925)“, um 1920 | D-6-73-161-2 Wikidata            | weitere Bilder       |
| Prälat-Paul-Bocklet-Platz 2, an der Außenseite der Kirchhofmauer (Standort)    | Prozessionsaltar, „Weihnachtsbildstock“                 | Relief mit Geburt Jesu über Heiligen Drei Königen, seitlich Hirtenheilige (?), im Auszug Trinitätsrelief, Rokoko, bezeichnet „1757“ | D-6-73-161-2 Wikidata            | weitere Bilder       |
| Prälat-Paul-Bocklet-Platz 3 (Standort)                                         | Renaissancepforte                                       | Sandstein, bezeichnet „1626“ | D-6-73-161-35 Wikidata           | weitere Bilder       |

## Ehemalige Baudenkmäler
| Lage                       | Objekt    | Beschreibung                                                              | Akten-Nr.             | Bild |
| -------------------------- | --------- | ------------------------------------------------------------------------- | --------------------- | ---- |
| Brauhausgasse 7 (Standort) | Stein     | Bogenfeld mit spätgotischem Fischblasenrad, zweite Hälfte 16. Jahrhundert | D-6-73-161-7 Wikidata | BW   |
| Hauptstraße 9 (Standort)   | Hausfigur | 18. Jahrhundert                                                           | D-6-73-161-12         | BW   |
| Hauptstraße 49 ()          | Hausfigur | 18. Jahrhundert                                                           | D-6-73-161-21         |      |